# Muttland
Muttland udgør den 285 kvadratkilometer store centrale del af øen Rügen. Den afgrænses mod syd af Strelasund og Greifswalder Bodden. Mod nordøst tilslutter halvøen Jasmund sig over Schmale Heide, i det sydøstlige Mönchgut og halvøen Zudar mod syd. Mod vest afgrænses Muttland af Westrügener Bodden og i nord af Nordrügener Bodden. Kendetegnende for Muttland er det flade til småbølgende bundmorænelandskab, der har samme egenskaber som det nordøstmecklenburgske lavland.
Til dens højeste punkter hører det 107 meter høje Tempelberg i Granitzskoven, det 118 meter høje Rugard ved Bergen, den 44 meter høje Hoch Hilgor ved Neuenkirchen og de 45 meter høje Banzelvitzer Berge ved Rappin, der i den nordlige ende hører til en højtragende randmoræne.
54°24′N 13°21′Ø / 54.400°N 13.350°Ø